# Godspell
Godspell és un musical de Stephen Schwartz i John-Michael Tebelak. S'estrenà a l'off Broadway el 17 de maig de 1971, i ha estat representat arreu del món en multitud d'ocasions des de llavors. S'han publicat diversos enregistraments durant els anys, i una de les seves cançons, Day by Day, de l'enregistrament del repartiment original, arribà al número 13 de la llista de la revista Billboard a l'estiu de 1972.
L'estructura del musical és una sèrie de paràboles, extretes de l'Evangeli segons Mateu (tot i que una bona part del material, com les paràboles del fill pròdig o de l'home ric i Llàtzer provenen exclusivament de l'Evangeli segons Lluc). Estan unides a diverses peces de música moderna, amb lletres originàries d'himnes tradicionals, amb la Passió de Crist tractada breument al final de la funció. Godspell començà com un projecte universitari interpretat pels estudiants de Carnegie Mellon University, movent-se cap a La Mama a Greenwich Village. Llavors, va tornar a ser enregistrat, sent un èxit de llarga duració als escenaris, tot i que la majoria de la gent el coneix per la pel·lícula que se'n realitzà o ha vist alguna producció d'institut.
El musical s'estrenà un any després d'un altre musical de temàtica religiosa de gran èxit, Jesus Christ Superstar.

## Rerefons
El show s'originà al desembre de 1970 quan John Michael Tebelak preparava la seva tesi de final de carrera a la universitat de Carnegie Mellon de Pittsburg, Pennsylvania, centrada en l'Evangeli segons sant Mateu. Tebelak havia estudiat mitologia grega i romana, però quedà bocabadat per l'alegria que va descobrir a l'evangeli, la qual tractà d'abocar en un treball que dirigí per a l'escena, on reuní diversos texts de la Bíblia, himnes litúrgics episcopalians i encarregà la música a diversos membres del repartiment, alumnes del departament de música de la universitat. Tebelak dirigí el show, amb un repartiment format majoritàriament per estudiants, durant dues setmanes.
Al febrer de 1971 s'estrenà al Cafe la Mama de Nova York, un teatre experimental. Allà va cridar l'atenció dels productors Edgar Lansbury (germà d'Angela Lansbury) i Joseph Beruh, que van voler-la portar al Off-Broadway.
Els productors contactaren amb Stephen Schwartz, un altre alumne de la mateixa universitat, perquè escrigués noves cançons. Les cançons de Scwartz incloïen una variada gamma d'estils musicals, que anaven des del pop, al folk, el gospel o el vodevil. Una de les cançons "By My Syde" va mantenir-se de la partitura original; i com succeïa a la partitura original, la majoria de les lletres no escrites per Schwartz provenien d'himnes episcopals.
Godspell es traslladà al Cherry Lane Theatre i al Promenade Theatre, més gran, el 10 d'agost de 1971, on va convertir-se en un dels musicals de l'off-Broadway de més llarga estada, abans de saltar a Broadway al juny de 1976, on va estar-s'hi fins al setembre de 1977 amb 527 funcions, que feien més de 2.700 des de la seva estrena a l'off-Broadway.
Estrenada en ple apogeu del moviment hippie, semblava que la figura de Jesucrist no interessaria a la joventut, convertint-se contra tot pronòstic en un gran èxit popular i coincidint als escenaris amb Jesus Christ Superstar, que es diferenciava de Godspell per oferir una visió molt més seriosa i dramàtica de la història.
El musical va fer-se tremendament popular, representant-se sovint en col·legis religiosos, existint una versió infantil d'un únic acte on s'omet tota la part de la Passió i mort de Jesús.

## Produccions

### Carnegie Mellon (1970)
El primer repartiment de Godspell va ser al Carnegie Mellon, interpretada per Andrew Rohrer, Mary Mazziotti, Martha Jacobs, Robin Lamont, Robert Miller, Sonia Manzano, Stanley King, Randy Danson, James Stevens, David Haskell.

### LaMama i Off-Broadway (1971)
Godspell va ser presentat per primera vegada al Cafe LaMama com una obra no musical. Schwartz va afegir noves cançons i s'estrenà com a musical al Cherry Lane Theatre el 17 de maig de 1971, passant al Promenade Theatre 3 mesos després, tancant el 13 de juny de 1976 després de 2.124 funcions. Dirigida pel mateix Tebelak, el repartiment original incloïa a Lamar Alford, Peggy Gordon, David Haskell, Joanne Jonas, Robin Lamont, Sonia Manzano, Gilmer McCormick, Jeffrey Mylett, Stephen Nathan i Herb Simon.

### Londres (1971)
El 17 novembre de 1971 va estrenar-se al Roundhouse Theatre del West Wend, amb un repartiment format per David Essex, Neil Fitzwilliam, Johanna Cassidy, Jeremy Irons, Verity-Anne Meldrum, Deryk Parkin, Tom Saffery, Gay Soper i Marti Webb. El 26 de gener de 1972 passà al Wyndhams Theatre.

### Toronto (1972)
La producció de Toronto, estrenada al Royal Alexandra Theatre el 1972 va ser un gran èxit davant l'expectativa de només unes poques setmanes de funcions. Després d'una rebuda entusiasta del públic, l'espectacle passà al Bayview Playhouse de Leaside després la girà que realitzà, estant-se fins a l'agost de 1973, establint una estada rècord de 488 funcions, rècord superat per la producció de Toronto de Cats
Entre els intèrprets de Toronto estaven Victor Garber (qui després interpretaria el paper de Jesús a la pel·lícula), Eugene Levy, Andrea Martin, Gilda Radner, Dave Thomas i Martin Short, així com el director musical del show, Paul Shaffer.

### Espanya (1974)
El 1974 va estrenar-se a Espanya, en una versió dirigida per José Luis Martín Descalzo, adaptada per José María Pemán, protagonitzada per Nicolás Dueñas i Juan Ribó, en un repartiment en el que també participaven Mara Goyanes i Pep Munné. Va editar-se un vinil amb les cançons cantades pel repartiment original, el qual mai no ha estat reeditat.

### Broadway (1976)
La primera producció de Broadway va estrenar-se el 22 de juny de 1976 al Broadhurst Theatre. Va ser dirigida per John Michael Tebelak, i el director musical va ser Steve Reinhardt. El repartiment original estava format per Lamar Alford, Laurie Faso, Lois Foraker, Robin Lamont, Elizabeth Lathram, Bobby Lee, Tom Rolfing, Don Scardino, Marley Sims i Valerie Williams. Entre les substitucions estaven Kerin Blair, Bob Garrett, Michael Hoit, and Kitty Ray.
El musical passà al Plymouth Theatre i, finalment al Ambassador Theatre, on tancà el 4 de setembre de 1977 després de 5 prèvies i 527 funcions.

### Broadway (2011)
El primer revival a Broadway començà les funcions el 13 d'octubre del 2011 al Circle in the Square Theatre, estrenant-se oficialment el 7 de novembre, amb crítiques bones des de publicacions com USA Today, el New York Magazine i el The Wall Street Journal. Protagonitzada per Corbin Bleu Reivers i Anna Maria Perez de Tagle i Hunter Parrish, va ser dirigida per Daniel Goldstein.

## Sinopsi
I Acte
El show comença amb la Veu de Déu declarant la seva supremacia: El meu nom és Coneixement Déu i Rei. Estic en majestat, sense inici ni final. La companyia entra i pren el paper de diversos filòsofs de tots els temps: Sòcrates, Tomàs d'Aquino, Leonardo da Vinci, Edward Gibbon, Jean-Paul Sartre, Martí Luter, Friedrich Nietzsche i Buckminster Fuller (al revival Gibbon, Luther, Nietzsche i Fuller són substituïts per Galileo Galilei, Jonathan Edwards, Marianne Williamson i L. Ron Hubbard). Canten fragments de les seves respectives filosofies, primer com a solos i després en una cacofonia.
Com a resposta, Joan el Baptista toca 3 notes al seu shofar, per tal de cridar la comunitat a l'ordre. Els convida a preparar el camí al Senyor ("Prepare Ye (The Way of the Lord)") i bateja la companyia. Jesús arriba, també per ser batejat. Joan li respon que hauria de ser Jesús qui el bategés a ell; però Jesús li replica que la seva funció no és batejar, sinó que és salvar la gent ("Save the People")
En la seva primera paràbola, Jesús explica a la companyia que no ha vingut "a abolir la llei i els profetes, sinó que a completar-los. Explica que aquells que segueixin la llei de Déu guanyaran el lloc més alt del Regne de Déu; i els explica la història de la vídua i el jutge: Déu és un jutge just que farà justícia a aquells que se la demanin. La companyia comença a entendre Jesús i les seves ensenyances, i representen la història del Fariseu i el recaptador d'impostos que resen al temple: aquell que s'humilií serà exaltat!. Mentre que Jesús ensenya la llei sobre l'ofrena a l'altar, la companyia s'ofereix ella mateixa: han après que per apropar-se a l'altar de Déu han de ser purs de cos i ànima.
Llavors, representen la història d'un senyor i un criat que tenia un deute amb ell. El criat demana a l'amo pietat per tornar-li el deute, i l'amo l'absolt. Llavors, el criat va cap a un altre criat que "només li devia uns pocs dòlars", i l'exigeix que els torni. L'amo, en sentir-ho, condemna el criat a la presó; i Jesús els explica el significat: perdona els teus germans des del cor ("Day by Day"). Finalment, els ensenya que si una part teva ofèn Déu, és millor perdre-la que no acabar sencer a l'infern.
A continuació, el repartiment juga a xarades per acabar diverses declaracions de Jesús, incloent-hi "Si un home et demanda per la camisa ..." i "Si un home et demana que vagis una milla amb ell ..." 
"Voleu veure un espectacle?" La companyia narra la paràbola del bon samarità com a obra dins d'una obra. Jesús explica la necessitat d '"estimar els teus enemics" i "no fer una demostració de religió davant els homes". Diu: "Déu recompensarà una bona acció feta en secret" ("Shhh! És un secret!").
A continuació, el repartiment interpreta la paràbola de Llàtzer i l'home ric. A la terra, l'home ric fa festa, i Llàtzer suplica i és ignorat. En morir, Llàtzer és recompensat amb el cel, mentre l'home ric es troba a l'infern. Es diu al públic que "aprengui bé les seves lliçons" o que s'enfronti a una condemna eterna. Quan l'home ric li pregunta a Abraham si tornaria a enviar Llàtzer de la mort per advertir els seus germans de la seva imminent condemna, Abraham li diu que no: "Si no escolten Moisès i els profetes, no estaran convençuts encara que algú ho faci ressusciteu dels morts ".
Jesús ensenya que cap home pot servir dos amos (Déu i els diners). Un membre del repartiment explica la història d'un home que va passar tota la vida adquirint les coses bones de la vida i després mor abans de tenir el temps de gaudir-ne. Aquest personatge canta "Beneïu el Senyor" ("Oh Bless the Lord, My Soul"), llavors Jesús diu al repartiment que no es preocupi per demà: "Demà es farà càrrec d'ell mateix. Avui té problemes propis".
En un cor antifònic, el repartiment recita les Benaurances. Judes dirigeix la benaurança final respecte a la persecució contra Jesús, i Jesús canvia ràpidament de tema ("T'he dit mai que llegia els peus?"). Tot i això, Jesús persuadeix al repartiment que és "Tot per al millor" ("All for the Best") i el cel conté la recompensa màxima, i Jesús i Judes ballen junts..
Segueix la paràbola del Sembrador de llavors, que Jesús els diu que representen la Paraula de Déu ("All Good Gifts").
En aquest punt del musical, el grup s'ha convertit en una comunitat d'amor i cura i ara marxa com a soldats a l'exèrcit, cosa que significa la seva capacitat de pensar com a un. Amb Jesús com a sergent del simulacre, interpreten la paràbola del fill pròdig. El repartiment canta "Llum del món" ("Light of the World") sobre la Llum de Crist i com brilla en cada persona.
Acte II
Després de la repetició de "Learn Your Lessons Well", un membre del repartiment canta "Torna enrere, oh home", implorant a la humanitat que renunciï a les seves tasques temporals i es dirigeixi cap a Déu. Aleshores Jesús diu: "Aquest és el principi".
Diversos membres del repartiment llavors comencen a qüestionar l'autoritat de Jesús, i ell respon amb una altra paràbola. Se li pregunta: "Quin és el manament més gran?" i respon: "Estimareu el Senyor, el vostre Déu, amb tot el vostre cor i tota la vostra ànima ... I el segon és així:" Estimareu el vostre proïsme com a vosaltres mateixos ". Els fariseus continuen interrogant-lo i es lamenta "Ai per tu" i els anomena hipòcrites. Els membres del repartiment es reuneixen, s'uneixen al cant de Jesús i llencen escombraries als fariseus.
Jesús prediu que no es veurà durant força estona mentre es troba al "Mur de les Lamentacions" i prediu grans guerres i fams. Recorda al repartiment i al públic l'època de Noè i ensenya que la fe pot calmar la tempesta. Al repartiment se li diu: "Mantingueu-vos desperts, doncs, perquè el Fill de l'home vindrà en un moment en què menys ho espereu".
Una dona del repartiment és defugida com a adultera . Jesús diu: "Que aquell de vosaltres que sigui impecable llanci la primera pedra". Els seus acusadors inclinen el cap i s'allunyen. Jesús s'acosta a ella i li pregunta: "Dona ... on són ara? No us ha condemnat ningú?" La dona respon: "Ningú, senyor". Ell li diu: "Llavors, tampoc no hi podré anar, però no tornis a pecar". Mentre veu com Jesús s'allunya d'ella, el prega que es quedi “Al meu costat” ("By My Side"). Durant aquesta cançó, Judes prediu la seva pròxima traïció a Jesús i rep 30 monedes de plata.
En un dels moments més lleugers del segon acte, Jesús explica com separarà els homes mentre un pastor separa el seu ramat en ovelles i cabres. Les ovelles entraran al cel mentre les cabres han de patir una condemna eterna. "Us preguem" ("We Beseech Thee") plora les cabres, demanant clemència.
Després de la cançó, el repartiment es recorda de prendre les coses "Dia a dia" ("Day By Day"), ja que es treuen el maquillatge de pallassos, la pintura de la cara o l'objecte. Es reuneixen per a l'Últim Sopar i Jesús els diu que un d'ells el trairà. Cada membre del repartiment pregunta: "Sóc jo?" acabant amb Judes: "Rabí ... em vols dir?" Jesús li diu que faci ràpidament el que ha de fer i Judes fuig. Jesús trenca el pa i comparteix el vi, mentre diu les benediccions tradicionals del Seder hebreu. Diu als seus seguidors que dinaran junts al Regne del Cel. La banda canta "On the Willows", que tracta sobre el que s'ha sacrificat. A la cançó, Jesús s'acomiada del repartiment.
Al jardí, Jesús implora Déu que deixi la càrrega de les espatlles si hi ha una altra manera. Jesús torna als seus seguidors per trobar-los tots adormits. Els prega que es mantinguin desperts, però tots es tornen a adormir i Jesús els adverteix que tots el trairan tres vegades (una referència a l'apòstol Pere). Aleshores Jesús prega a Déu que, si la seva mort no el pot passar, s'ha de fer la seva voluntat. Llavors és temptat per Satanàs (normalment interpretat pels apòstols), però l'ordena.
Judes torna a trair Jesús, però té un moment en què no pot portar-se a fer-ho. Intenta marxar, però es troba encastat per murs invisibles, excepte un camí que condueix a Jesús. Jesús anima a Judes a fer el que ha vingut a fer, i Judes agafa Jesús per portar-lo a ser crucificat. La comunitat comença a atacar Judes, mentre Jesús els diu que s'aturin, ja que tots els que viuen a l'espasa algun dia moriran per ella. Judes (normalment sol, com a representació dels altres que detenen Jesús) lliga Jesús a una tanca elèctrica (representant de la creu) mentre Jesús el recrimina per haver-lo arrestat a la nit, però després diu que havia de passar per complir els escrits dels profetes .
El "Final" comença en veu alta i en si menor, amb Jesús que lamenta: "Oh, Déu, estic sagnant", i la comunitat respon: "Oh, Déu, estàs sagnant". Jesús mor i la música s'acaba. Les dones del repartiment canten "Visca Déu" ("Long Live God") i els homes s'uneixen a "Prepara't el camí del Senyor" ("Prepare Ye the Way of the Lord")en contrapunt. El repartiment treu Jesús de la tanca i el porta a terme, ja sigui fora del escenari o a través dels passadissos. A continuació, el repartiment acaba amb una repetició de "Prepareu-vos el camí del Senyor", acabant l'espectacle ple d'amor i fe.

### Interpretació final
Semblantment a les crítiques a l'òpera rock Jesus Christ Superstar del 1970, hi ha controvèrsia perquè no hi hagi cap al·lusió evident a la Resurrecció de Jesús a l'espectacle. Es pot interpretar que el cant de "Prepare Ye" al final o la cortina, on tot Jesús inclòs torna a l'escenari, representa la resurrecció. El guió de Music Theatre International indica que qualsevol representació és vàlida.

## Cançons
| Primer Acte - Opening ‡ - Prologue:Towers of Babble ‡ - Prepare ye The Way of the Lord - Save the People - Day By Day - Learn Your Lessons Well - O Bless the Lord - All for the Best - All Good Gifts - Light of the World | Segon Acte - Learn Your Lessons Well (Reprise) ‡ - Turn Back, O Man - Alas for You - By My Side - Beautiful City † - We Beseech Thee - On The Willows - Finale - Day By Day (Reprise) |

‡ A vegades, aquestes cançons s'han omès.
† Veure notes sobre "Beautiful City"

## La pel·lícula
El 1973 va estrenar-se l'adaptació cinematogràfica del musical, situada a la Nova York moderna, emprant emplaçaments famosos com el Pont de Brooklyn, Central Park, Times Square o e World Trade Center. Estava protagonitzada per Victor Garber com Jesús i David Haskell com Joan el Baptista/Judes, i amb Lynne Thigpen a la seva primera aparició cinematogràfica. John-Michael Tebelak va co-escriure el guió i serví com a consultor creatiu. En ocasió de la pel·lícula va escriure's la cançó Beautiful City, mentre que les cançons "Prologue/Tower Of Babel", "Learn Your Lessons Well" i "We Beseech Thee" van ser abandonades.

## Premis i nominacions

### Producció original de Broadway
| Any  | Premi      | Categoria                    | Nominat          | Resultat |
| ---- | ---------- | ---------------------------- | ---------------- | -------- |
| 1977 | Premi Tony | Millor banda sonora original | Stephen Schwartz | Nominat  |